# Estação Ferroviária da Beira
A Estação Ferroviária da Beira é uma estação ferroviária de arquitectura modernista, localizada na cidade da Beira, em Moçambique; foi inaugurada a 1 de outubro de 1966.
A obra apresenta uma expressão iconográfica intensa, assinalando o apogeu da modernidade cosmopolita da cidade da Beira, evidenciando a importância estratégica daquela cidade enquanto ponto de escoamento de produtos e passageiros em direcção à África subsariana central.
A estação liga-se ao porto da Beira, e é o terminal do Caminho de Ferro de Machipanda, recebendo também composições ferroviárias do Caminho de Ferro de Sena.
O plano geral da estação dividiu-se em três áreas funcionais, com três volumetrias distintas, cada uma das quais entregue a um arquitecto português: João Garizo do Carmo desenhou o átrio, Francisco José de Castro os terminais ferroviários, ficando Paulo de Melo Sampaio encarregado do edifício de escritórios e da coordenação da obra. O projecto de estruturas ficou a cargo do engenheiro Marcelo Moreno Ferreira.
Actualmente é a sede operacional dos serviços ferroviários da empresa Portos e Caminhos de Ferro de Moçambique-Secção Centro.
Um projecto anterior, elaborado entre 1930 e 1938, não foi além dos alicerces devido a dificuldades financeiras.